# توماس هیکمن ویلیامز
توماس هیکمن ویلیامز (به انگلیسی: Thomas Hickman Williams) سناتور سابق عضو حزب دموکرات ایالات متحده آمریکا بود. وی در سال ۱۸۳۸ تا ۱۸۳۹ میلادی سناتور ایالت مین در سنای ایالات متحده آمریکا بود.